# Atelecyclus
Genre
Atelecyclus est un genre de crabes de la famille des Atelecyclidae. Il comporte deux espèces actuelles et deux fossiles.

## Liste des espèces actuelles
- Atelecyclus rotundatus (Olivi, 1792)
- Atelecyclus undecimdentatus (Herbst, 1783) - crabe circulaire

## Référence
- Leach, 1814 : Crustaceology. The Edinburgh Encyclopædia. vol. 7.